# Nvidia
Az NVIDIA Corporation egy amerikai székhelyű, elsősorban korszerű grafikus processzorai révén ismert számítástechnikai vállalat. Újabban több platformhoz (PC, Nintendo Switch, Xbox Series X/S és PlayStation 5) is gyárt vagy tervez chipeket és hardverkomponenseket.

## Története
A céget 1993-ban alapította Huang Zsen-hszün, a jelenlegi vezérigazgató, Curtis Priem és Chris Malachowsky.
2000-ben felvásárolta riválisát, a 3dfx-et, az iparág egyik legnagyobb cégét.
2016-ban az Nvidia felvásárolta az AnandTech technológiai hírportált.
2020-ban az Nvidia bejelentette, hogy 40 milliárd dollárért felvásárolja az ARM Holdings-ot a SoftBank Group-tól, de a tranzakció végül meghiúsult, szabályozási akadályok miatt.

## Piaci története

### Korai évek és az első termékek
Az Nvidia 1993-as alapítása után 1995-ben dobta piacra első termékét, az NV1 grafikus kártyát. Ez újszerű quadratic surface technológiát használt, beépített hangkártyával és Sega Saturn porttal rendelkezett. Több Saturn játékot át is portoltak PC-re az NV1 segítségével, például a Panzer Dragoont és a Virtua Fightert.
Az NV1 piaci relevanciája azonban hamar megszűnt a Microsoft DirectX bejelentésével. Az Nvidia folytatta a fejlesztést NV2 projekt név alatt, de ez végül nem került piacra. A Sega reményei, hogy az integrált audio- és grafikus chip csökkenti a konzolgyártás költségeit, nem váltak valóra.

### Irányváltás és áttörés
A kezdeti kudarcok után az Nvidia vezetője, Huang Zsen-hszün stratégiaváltásra kényszerült. Felvette David Kirk tudóst, aki korábban szoftverfejlesztőként dolgozott a Crystal Dynamics-nél. Az új stratégia a teljes DirectX támogatásra és a költségek csökkentésére fókuszált, lemondva a multimédiás funkciókról. Bevezették a 6 havi termékfejlesztési ciklust is.
Az áttörést a RIVA TNT hozta el, amely dupla pixel-futószalaggal, 24 bites Z-buffer-rel, anizotróp szűréssel és fejlett MIP mapping technológiával rendelkezett. Bár még nem tudta legyőzni a Voodoo 2-t, utódja, a RIVA TNT2 már piacvezetővé tette az Nvidiát.

### GeForce korszak és dominancia
1999 őszén jelent meg a GeForce 256 (NV10), amely 120 MHz-es órajellel, profi videógyorsítóval és 4 pixeles futószalaggal minden riválisát felülmúlta. Ez a siker vezetett az együttműködéshez a Microsofttal az Xbox grafikus rendszerének fejlesztésében.
A GeForce 2 sorozat, különösen a középkategóriás GeForce 2 MX, minden idők egyik legsikeresebb grafikus kártyája lett. A mobil változat GeForce 2 Go néven került piacra 2000 végén. Az Nvidia sikerei hozzájárultak a 3dfx Interactive bukásához, melyet végül 2000 végén az Nvidia felvásárolt. A GeForce 3 és GeForce 4 sorozatok tovább erősítették az Nvidia pozícióját, kihasználva a DirectX 8 vertex shader és pixel shader technológiáját.

### Kihívások és visszatérés
Az ATI Technologies Radeon sorozata komoly kihívást jelentett, különösen a Radeon 9700 megjelenésével. Az Nvidia GeForce FX sorozata gyenge DirectX 9 teljesítményt nyújtott, ami piaci pozíciójának gyengüléséhez vezetett. A GeForce 6 sorozattal az Nvidia visszaszerezte vezető pozícióját, támogatva a DirectX Shader Model 3.0-t. A GeForce 7 széria tovább erősítette ezt a pozíciót, és az Nvidia chipet választották a PlayStation 3 konzolhoz is.

### Modern korszak
A 2006-ban megjelent GeForce 8 sorozat volt az első, amely támogatta a DirectX 10-et. Ezt követte a GeForce 9, majd a GeForce 200 sorozat 2008-ban és 2009-ben. A Fermi architektúrára épülő GeForce 400 sorozat 2010-ben jelent meg, némi késéssel az AMD Radeon HD 5000 sorozatához képest. A kezdeti problémákat (magas fogyasztás, melegedés) a GeForce 500 sorozat nagyrészt orvosolta.
A Kepler architektúrára épülő GeForce 600 sorozat 2012-ben került piacra, válaszul az AMD GCN architektúrájú kártyáira. Ez a generáció jelentős teljesítménynövekedést és energiahatékonyság-javulást hozott. Az ezt követő generációk (700, 900, 10, 20, 30) folyamatosan növelték a teljesítményt és új technológiákat vezettek be, mint például a ray tracing hardveres támogatása. Napjainkban az Nvidia továbbra is vezető szerepet tölt be a grafikus kártyák piacán, versengve az AMD-vel és újabban az Intel Arc termékeivel. A vállalat emellett jelentős sikereket ért el a mesterséges intelligencia és a gépi tanulás területén is GPU-alapú megoldásaival.

## Termékek
Az NVIDIA termékportfóliója tartalmaz grafikus processzorokat, adatközponti és AI megoldásokat, autóipari chipeket, valamint játékkonzolokhoz tervezett egyedi chipeket.

### Grafikus csipkészletek
NVIDIA GeForce – asztali és laptop GPU megoldások NVIDIA Quadro – nagy teljesítményű munkaállomásokba szánt professzionális megoldás. NVIDIA Tesla – dedikált GPGPU feldolgozás adatközpontok és szuperszámítógépek számára.

### Mesterséges intelligencia és adatközpontok
NVIDIA A100 és H100 – AI gyorsító chipek. NVIDIA DGX rendszerek – komplett AI szuperszámítógépek. NVIDIA EGX – peremhálózati AI platformok.

### Autóipari megoldások
NVIDIA DRIVE – önvezető autók és fejlett vezetéstámogató rendszerek (ADAS) platformja.

### Játékkonzol chipek
Nintendo Switch – egyedi Tegra X1 chip. Xbox Series X/S és PlayStation 5 – sugárkövető (ray tracing) technológia licenszelése.

## Piaci helyzet
Az Nvidia továbbra is piacvezető a dedikált grafikus kártyák piacán, kb. 80%-os részesedéssel az AMD-vel szemben. A mesterséges intelligencia és adatközponti megoldások területén szintén domináns szereplő, bár itt erősödik a verseny olyan cégekkel, mint az AMD, Intel és különböző AI chipgyártó startupok.